# XI Korpus SS
XI Korpus SS (niem. XI. SS-Armeekorps) – niemiecka jednostka wojskowa 
Utworzony 24 lipca 1944 roku w Nysie w VIII okręgu wojskowym z resztek V Korpusu Armijnego rozbitego na Krymie. W czasie ofensywy rozpoczętej 12 stycznia 1945 roku przez Armię Czerwoną nieskutecznie bronił odcinka frontu w rejonie Tarnów-Pilzno. Następnie uczestniczył w walkach na linii rzeki Odry w rejonie twierdzy Kostrzyn i wzgórz Seelow.

## Dowództwo korpusu
Dowódca:
- SS-Obergruppenführer Matthias Kleinheisterkamp (sierpień 1944 – maj 1945)[3]

Szefowie sztabu:
- pułkownik Leo Hepp (w sierpniu 1944)
- SS-Standartenführer Gerhard Giese (1 września 1944 – kwiecień 1945)

## Podporządkowanie
- 17 Armii należącej do Grupy Armii Północna Ukraina, do października 1944
- 17 Armii należącej do Grupy Armii A) do lutego 1945
- 9 Armia należącej do Grupy Armii Wisła do końca wojny

## Struktura organizacyjna
Skład 31 sierpnia 1944:
- 78 Dywizja Grenadierów Ludowych
- 544 Dywizja Grenadierów Ludowych
- 545 Dywizja Grenadierów Ludowych

Skład 25 września 1944:
- 78 Dywizja Grenadierów Ludowych
- 320 Dywizja Grenadierów Ludowych
- 545 Dywizja Grenadierów Ludowych

Skład 1 marca 1945 :
- 712 Dywizja Piechoty
- 25 Dywizja Grenadierów Pancernych
- Grupa Pancerna Kurmark
- Załoga twierdzy Kostrzyn oraz Dowództwo Artylerii XI Korpusu SS, 111 Oddział Żandarmerii Polowej, 511 Szpital Polowy SS, 111 Batalion Łączności SS i 111 Oddział Zaopatrzeniowy SS

Skład 12 kwietnia 1945:
- 169 Dywizja Piechoty
- 712 Dywizja Piechoty
- Grupa Pancerna Kurmark
- 303 Dywizja Piechoty Döberitz